# Dottel

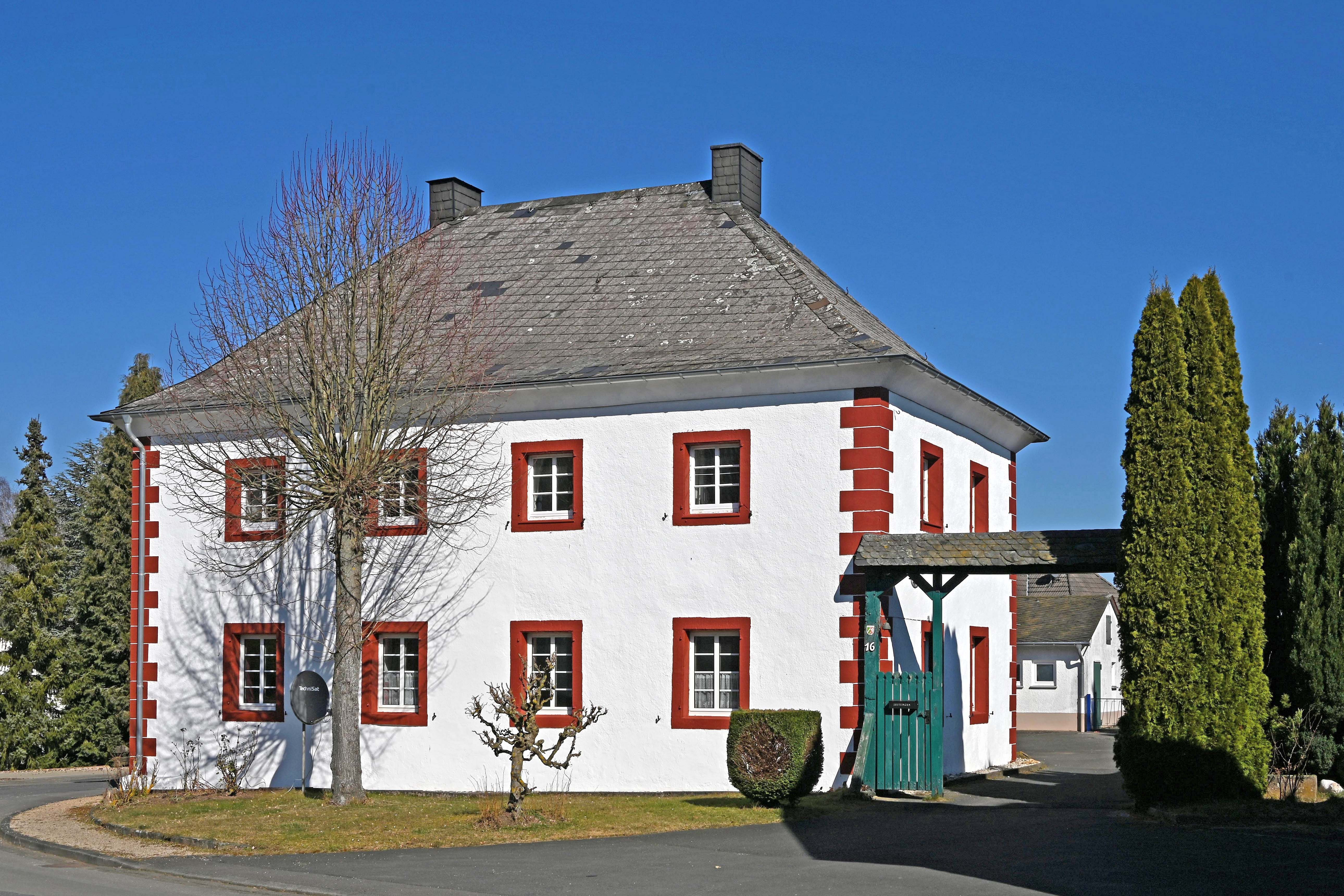
Ehemaliger Pfarrhof

Dottel ist ein Ortsteil der Gemeinde Kall im nordrhein-westfälischen Kreis Euskirchen in Deutschland.

## Geografie
Dottel liegt östlich von Kall an einem nach Süden ansteigenden Höhenzug (Weyerer Wald). Weitere angrenzende Ortsteile/Gemeinden sind
- Scheven (Kall) im Nordwesten
- Kalenberg (Mechernich) im Norden
- Kallmuth (Mechernich) im Nordosten
- Keldenich (Kall) im Südwesten

## Religion
Dottel gehört zur katholischen Gemeinschaft von Gemeinden St. Nikolaus Kall, St. Antonius Dottel-Scheven und St. Dionysius Keldenich. 

## Kultur und Sehenswürdigkeiten

### Bauwerke

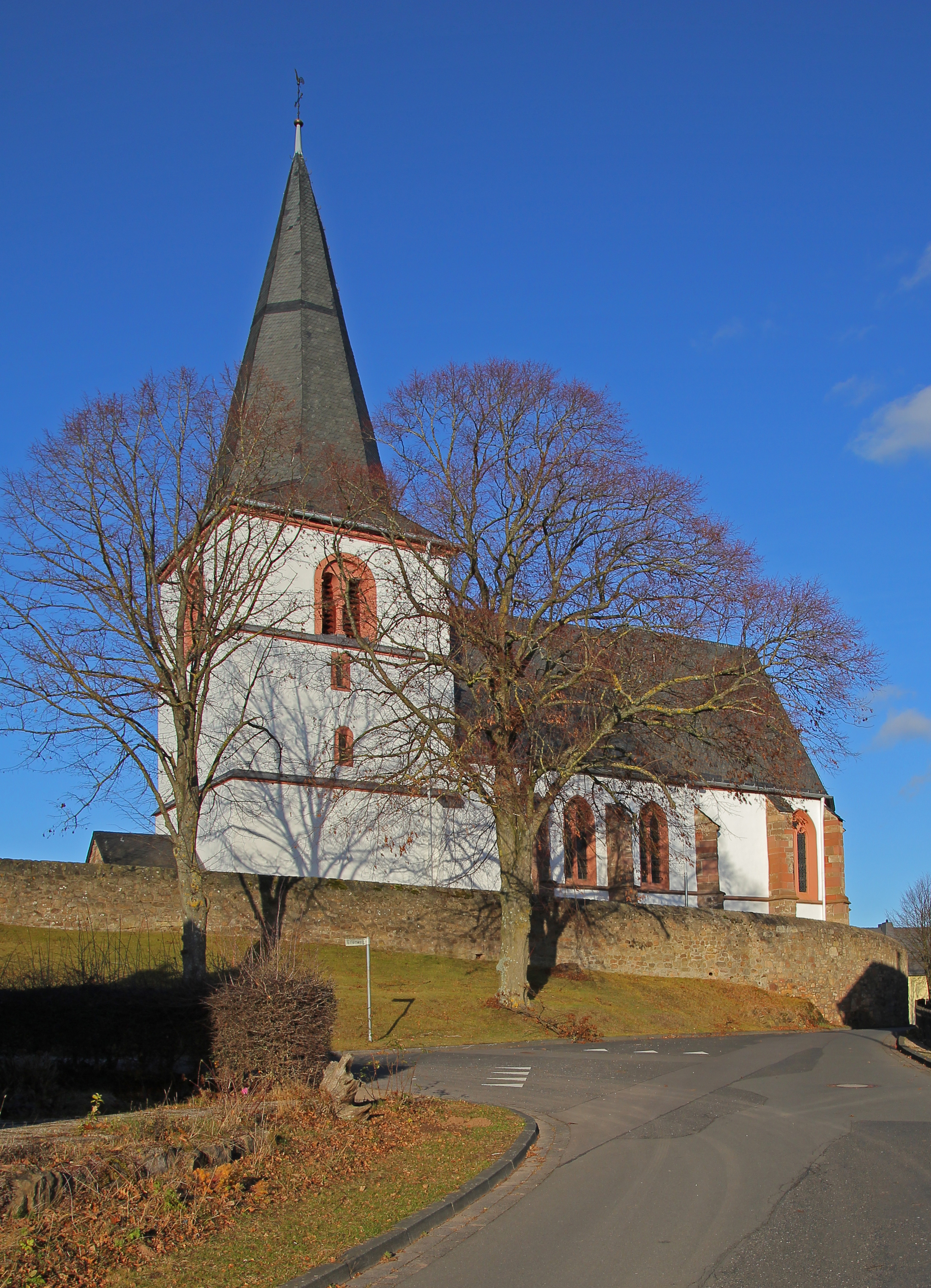
Dorfkirche in Dottel

- Katholische Pfarrkirche St. Antonius

### Grünflächen und Naherholung
Im Nordosten und Westen des Ortes befindet sich das Naturschutzgebiet „Heideflächen bei Dottel“.
Der Ort ist ein Etappenziel des Römerkanal-Wanderwegs.

## Verkehr
Der Ort liegt an der Kreisstraße 32. Am südlichen Ortsrand verläuft die Landesstraße 206. Die nächste Autobahnanschlussstelle ist Nettersheim an der Bundesautobahn 1.
Die VRS-Buslinie 805 der RVK, die als TaxiBusPlus nach Bedarf verkehrt, stellt den Personennahverkehr mit Scheven und Kall sicher. Zusätzlich verkehren an Schultagen einzelne Fahrten der Linie 826.
| Linie | Betreiber        | Verlauf |
| ----- | ---------------- | --- |
| 805   | RVK              | MiKE / AST-Verkehr: Kall Bf – Kall Heistert – Wallenthalerhöhe – Wallenthal – Scheven – Dottel                                                                                        |
| 826   | Kreis EU/Schäfer | MiKE (außer im Schülerverkehr): Kalenberg / (Kall Bf – Keldenich – Dottel) – Kallmuth – Lorbach – Bergheim – (Vollem ← Vussem ← Breitenbenden ←) Mechernich Stiftsweg – Mechernich Bf |